# UCI ProTour 2008
De UCI ProTour 2008 is de vierde jaargang van het ProTour-systeem in het wielrennen.
De editie verschilde behoorlijk ten opzichte van de vorige jaargangen. Als belangrijkste verschil staan de grote rondes niet meer op de ProTour-kalender. Ook enkele grote klassiekers en middelgrote rittenkoersen - waaronder Parijs-Nice, Milaan-San Remo en Luik-Bastenaken-Luik - zullen geen deel meer uitmaken van het programma. Ook de UCI ProTour Ploegentijdrit 2008 ging uiteindelijk niet door.
Om het gat dat ontstaan was op te vullen, was de Australische Tour Down Under toegevoegd. Deze etappewedstrijd had voorheen altijd een 2.HC-status in de UCI Oceania Tour.
De ProTour bestond dit jaar voor het eerst uit slechts achttien teams, twee minder dan de eerste drie jaar. Unibet.com en Discovery Channel stopten met hun wielerploeg en werden niet vervangen.

## Eindstand
| #  | Renner             | Land      | Ploeg            | Punten |
| -- | ------------------ | --------- | ---------------- | ------ |
| 1  | Alejandro Valverde | Spanje    | Caisse d'Epargne | 123    |
| 2  | Damiano Cunego     | Italië    | Lampre           | 104    |
| 3  | Andreas Klöden     | Duitsland | Astana           | 96     |
| 4  | Roman Kreuziger    | Tsjechië  | Liquigas         | 94     |
| 5  | André Greipel      | Duitsland | Team Columbia    | 93     |
| 6  | Cadel Evans        | Australië | Silence-Lotto    | 85     |
| 7  | Stijn Devolder     | België    | Quick·Step       | 80     |
| 8  | José Joaquín Rojas | Spanje    | Caisse d'Epargne | 77     |
| 9  | Thomas Lövkvist    | Zweden    | Team Columbia    | 74     |
| 10 | Michael Rogers     | Australië | Team Columbia    | 70     |

| # | Team                | Punten |
| - | ------------------- | ------ |
| 1 | Caisse d'Epargne    | 229    |
| 2 | Astana              | 226    |
| 3 | Team CSC Saxo Bank  | 180    |
| 4 | Liquigas            | 178    |
| 5 | Scott-American Beef | 177    |

| # | Land      | Punten |
| - | --------- | ------ |
| 1 | Spanje    | 374    |
| 2 | Duitsland | 317    |
| 3 | Italië    | 295    |
| 4 | Australië | 268    |
| 5 | België    | 216    |

## Kalender
Hieronder volgen alle koersen die in 2008 deel uitmaken van de UCI ProTour met de datum, de winnaar en meer informatie.

## Wedstrijden
De volgende koersen maken in 2008 deel uit van de ProTour:

### Verdwenen wedstrijden
Na de ruzies met de organisatoren van de Giro, de Vuelta en de Tour zijn de volgende wedstrijden van de UCI ProTour-kalender verdwenen. De wedstrijden zijn onderverdeeld naar de organisator.
- ASO: Parijs-Nice, Parijs-Roubaix, Waalse Pijl, Luik-Bastenaken-Luik, de Ronde van Frankrijk en Parijs-Tours
- RCS Sport: Tirreno-Adriatico, Milaan-San Remo, de Ronde van Italië en de Ronde van Lombardije
- Unipublic: Ronde van Spanje

## Ploegen
In 2008 telt het ProTour-systeem 18 ploegen:
| 18 UCI ProTour-ploegen | 18 UCI ProTour-ploegen | 18 UCI ProTour-ploegen |
| ---------------------- | ---------------------- | ---------------------- |
| AG2R-La Mondiale       | Euskaltel-Euskadi      | Silence-Lotto          |
| Astana                 | Française des Jeux     | Rabobank               |
| Bouygues Télécom       | Team Gerolsteiner      | Saunier Duval-Scott    |
| Caisse d'Epargne       | Team High Road         | Team CSC               |
| Cofidis                | Lampre                 | Team Milram            |
| Crédit Agricole        | Liquigas               | Quick Step             |

Discovery Channel en Unibet.com zijn gestopt met sponsoren.
Dit is ook het geval met T-Mobile Team, maar het team kon wel een nieuwe sponsor vinden en werd de ploeg omgedoopt in Team High Road. Sinds het begin van de Ronde van Frankrijk is er nog een nieuwe hoofdsponsor en heet de ploeg Team Columbia.